# 永樂通寶

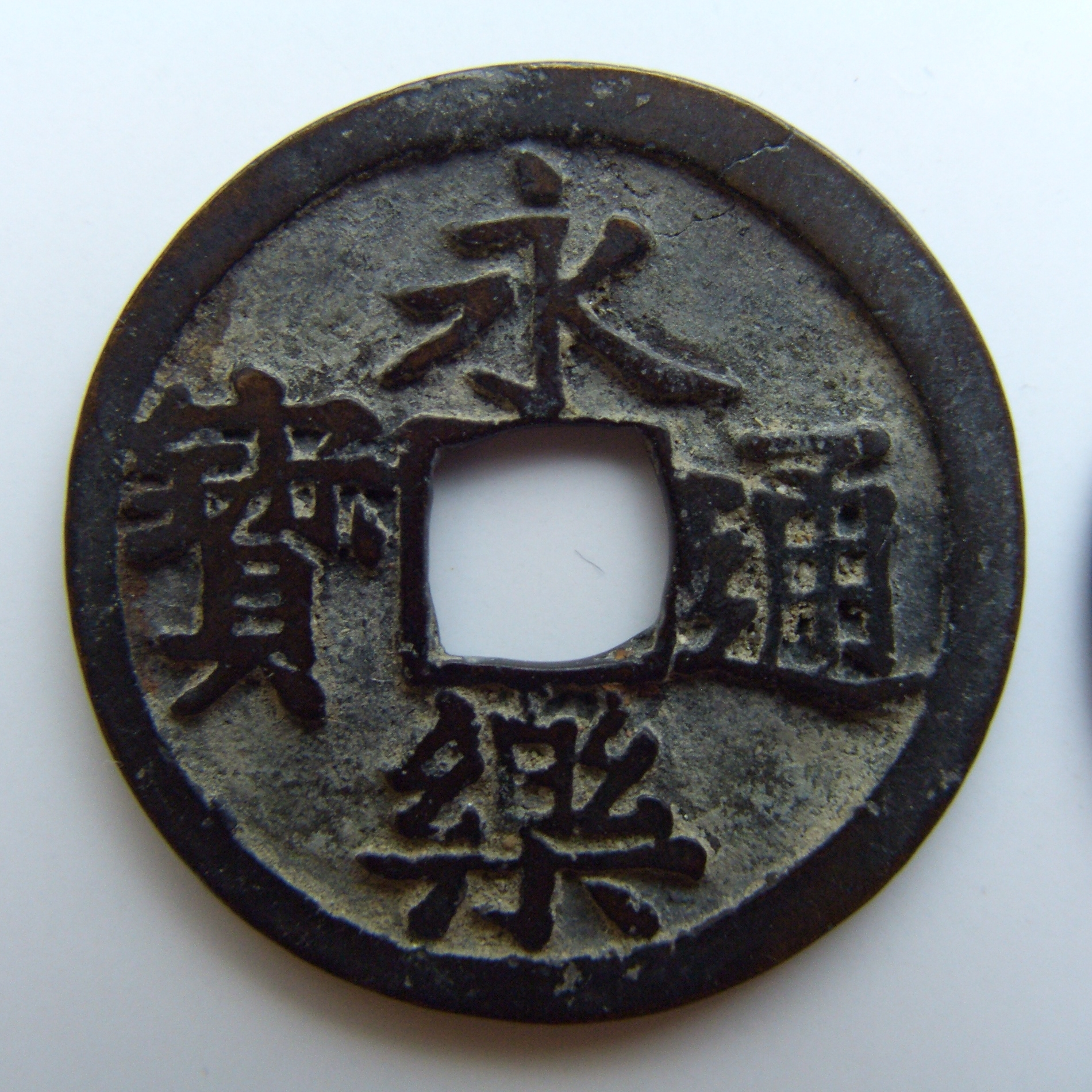
永樂通寶

永樂通寶是明成祖在位時所鑄的年號錢，形式為小平錢，光背無文（日本仿製的永樂錢，錢背則有「治」、「木」等字；相對於中國鑄造的永樂通寶，日本仿鑄的永樂通寶由於鑄造量不多，導致其收藏價值相對較高），直徑2.5厘米。

## 歷史沿革
明朝建立前，明太祖曾發行「大中通寶」銅錢；明朝建立後，又發行「洪武通寶」錢。然而，明太祖於1375年（洪武八年）開始發行「大明寶鈔」的紙幣，推行以紙鈔為主的通貨制度，禁止銅錢在明朝國內的流通。
成祖即位後，於1408年（永乐六年）下令在南京、北京開設錢局，開始鑄造永樂通寶。1411年（永樂九年），又下令浙江、江西、廣東、福建的各布政司開設錢局。雖然永樂通寶在明朝國內鑄造，但目前在中國大陸發現的永樂錢並不多，該錢在國外則是大量流通。南中國海及環印度洋周邊國家和地區都有出土發現永樂通寶的記錄。南洋的爪哇、舊港、錫蘭等國就通用永樂通寶，這些大多是由鄭和下西洋時由鄭和船隊帶出國的。日本室町幕府執政期間，亦引入大量永樂通寶錢，以取代流通數百年的宋錢（宋朝錢幣）。非洲肯亞的曼達島在2013年出土一枚永樂通寶，研究人員指出該發現有助證明鄭和船隊曾到過肯亞。
除了在明朝鑄造外，日本和安南也曾經仿鑄過永樂通寶。安南一度被明朝佔領及統治（1407年─1427年），明朝政府便在該地大規模鑄造徑小、書法字樣為真書的永樂通寶。琉球國亦曾模仿永樂通寶，鑄大世通寶、世高通寶。明朝境內亦曾出現大量私鑄錢，以景泰七年（1456年）的北京私鑄錢案件最為出名。
永樂通寶在室町時代一直在日本流通，直到1608年（日本慶長十三年），江戶幕府下達通用禁止令，以慶長通寶代之。後來，永樂通寶逐漸被日本國內所鑄的寬永通寶所取代。
此外，在日本戰國時代，大名織田信長曾經使用永樂通寶作為自己的旗幟。

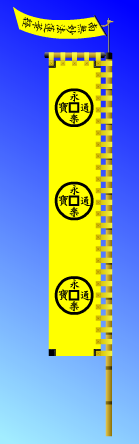
織田信長「永樂通寶」的旗幟

對於一個中國古錢幣的收藏者而言，永樂通寶屬於較為初級的藏品，至2012年，永樂通寶的市場價格大約為5美元。永樂通寶經濟價值不高的主要原因有以下幾點1，鑄造和發行的時間長；2，鑄造量大；3，版別較少，減少玩味性。